# Polonium 210 (roman)
Ne doit pas être confondu avec Polonium 210.
Polonium 210 est un roman d'espionnage de la série SAS, portant le no 167 de la série, écrit par Gérard de Villiers. Publié en 2007 aux éditions Gérard de Villiers, il a été, comme tous les SAS parus au cours des années 2000, édité à 200 000 exemplaires en France. Le roman évoque notamment les assassinats d'Anna Politkovskaïa et d'Alexandre Litvinenko.

## Structure du roman
Le roman est divisé en quatre épisodes de tailles différentes. Le prologue montre Vladimir Poutine désireux d'en finir avec les opposants intérieurs et extérieurs. Dans une première partie, Malko enquête à Moscou sur l'assassinat d'Anna Politkovskaïa le jour de l'anniversaire de Poutine. Puis, à Londres, il est amené à s'intéresser à l'empoisonnement criminel d'Alexandre Litvinenko : comment ce dernier a-t-il été empoisonné ? Qui veut sa mort ? Quel poison a été utilisé ? Pour quelle raison ? Dans la troisième et dernière partie, Malko tente de retrouver le reliquat inutilisé du polonium 210.

## Résumé
Vladimir Poutine est désireux d'en finir avec les opposants intérieurs et extérieurs, notamment Alexandre Litvinenko, Simion Gourevitch et Anna Politkovskaïa. Le roman débute à proprement parler par les tribulations de Sergueï Gossak, chargé par un contact du FSB de tuer la journaliste Anna Politkovskaïa. Il exécute la journaliste, mais se fait lui-même assassiner quelques heures plus tard (prologue et chapitre 1er).
Malko est appelé par Brian King, chef de l'antenne de la CIA à Moscou, pour enquêter sur cet assassinat qui ressemble beaucoup à un assassinat politique ordonné au plus haut niveau. Les allées et venues de Malko sont surveillées par Rem Tolkatchev, chef d'un groupe spécial du FSB placé directement sous les ordres de Poutine. Malko va voir un « contact », Alexandra Portanski, épouse du peintre Alexeï Portanski qu'il avait rencontré lors de sa précédente mission en Russie (Le Jour de la Tchéka, SAS n°155). Puis il rencontre deux femmes (Lena et Macha) qui s'adonnent à la prostitution. Pendant ce temps, à la demande de Malko, Alexandra Portanski fait des recherches pour localiser Sergueï Gossak. Durant l'enquête, elle manque de se faire violer par un homme en furie et est sauvée de justesse par Malko, qui se dit qu'on ne trouvera jamais Gossak. Malko contacte Ivan Ilichev, un détective et ancien colonel du FSB. En fait celui-ci est manœuvré par le colonel Ivanov, du FSB, qui « intoxique » ainsi Malko en lui fournissant de faux renseignements par l'intermédiaire d'Ilichev. Or Ilichev a « vendu » l'adresse de Gossak à Malko. Le soir même, Alexandra Portanski rencontre Malko : elle vient de retrouver la mère de Sergueï Gossak, qui lui a dit que son fils n'avait pas le téléphone et n'avait pas vu sa mère depuis trois mois. Malko comprend que les informations d'Ivan Ilichev sont de « l'intoxication » (chapitres 2 à 7).
Malko se rend tout de même au rendez-vous avec le prétendu Gossak, organisé par Ivan Ilichev, mais avec deux gardes du corps. Le rendez-vous se passe mal : au cours d'un échange de coups de feu, le faux Gossak est tué par des membres du FSB qui le surveillaient, tandis que Malko et ses gardiens se retirent. Malko est persuadé que le vrai Gossak est mort. Peu après, Ivan Ilichev est assassiné à son tour. Le lendemain, les journaux russes annoncent que les services de sécurité ont abattu l'assassin d'Anna Politkovskaïa ! La mère de Sergueï  Gossak appelle Alexandra Portanski : l'homme qu'on dit être son fils dans les journaux et qui aurait tué Anna Politkovskaïa n'est pas son fils. La photo montrant l'homme abattu n'est pas Sergueï. Malko comprend alors soudainement que le vrai Sergueï a été abattu depuis un certain temps, et que cela est en lien avec la mort récente d'Ivan Ilichev. Au cimetière où Anna Politkovskaïa est enterrée, Malko rencontre Tatiana, la sœur de la morte, qui lui révèle que sa sœur avait été mise en garde des dangers par un certain Alexandre Litvinenko. Ce dernier a fui la Russie six ans auparavant pour se rendre en Grande-Bretagne. Cet homme pouvant avoir des informations, Malko décide de se rendre à Londres pour l'interroger (chapitres 8 et 9).
Dès son arrivée à Londres, il rencontre son contact au MI5, sir William Wolseley, qui lui annonce que Litvinenko vient d'être très récemment empoisonné : on ignore le poison utilisé (peut-être du thallium ?) et qui l'a administré. Malko parvient à voir Litvinenko à l'hôpital, sans obtenir d'informations cruciales. Les médecins ont découvert le poison utilisé : le polonium 210. Wolseley explique à Malko qu'on soupçonne les Russes d'avoir empoisonné l'homme, car le GRU est en possession de ce matériau hautement radioactif. À Moscou, le général du GRU qui avait fourni au FSB ce matériau pour tuer le transfuge est prié de se suicider. Malko apprend de Tatiana, la sœur d'Anna Politkovskaïa, qu'une certaine Irina, maîtresse de Litvinenko, pourrait être au courant des modalités du meurtre de Litvinenko, dont les obsèques ont lieu peu de temps après sa mort (chapitres 10 à 12).
Malko parvient à rencontrer Irina Lopoukine. Après une brève rencontre infructueuse, une seconde rencontre permet d'aller au fond des choses. Irina explique à Malko quelles furent exactement ses relations avec Alexandre Litvinenko. Elle lui révèle que les services secrets russes lui avaient proposé de tuer l'oligarque Simion Gourevitch, en contrepartie de quoi il serait généreusement récompensé. Le polonium 210 qui a tué Litvinenko était destiné à tuer Gourevitch, le seul homme à vouloir défier Poutine.

## Autour du roman
- Malko était précédemment venu en Russie deux ans auparavant dans Le Jour de la Tchéka (SAS no 155).
- Ce roman connaît une suite dans le roman La Vengeance du Kremlin (SAS no 200 - 2013), où sept ans après, Malko Linge sera amené à enquêter sur la mort de l'oligarque Boris Berezovsky et où celle d'Alexandre Litvinenko sera évoquée à plusieurs reprises.
- Dans le roman, l'auteur fait référence à un oligarque russe du nom de Simion Gourevitch, qui était déjà un personnage essentiel du SAS no 137, La Piste du Kremlin. Or dans le SAS précité no 200 (La Vengeance du Kremlin), il est indiqué que l'oligarque cité dans le présent SAS est… Boris Berezovsky. Ainsi, le nom de Simion Gourevitch dans le SAS no 137 évoquait bien Boris Berezovsky. Par ailleurs, un autre indice est donné dans le roman permettant d'assimiler Gourevicht à Berezovsky : Gourevitch est présenté comme étant le propriétaire du magazine Kommersant, détenu dans la réalité par Berezovsky (cf. chapitre 3, page 41).